# Александр (князь Ліппе)
Карл Александр Ліппський (нім. Karl Alexander zur Lippe; 16 січня 1831 — 13 січня 1905) — номінальний князь Ліппський в 1895—1905 роках. Через його душевну хворобу фактичними правителями були регенти: Адольф Шаумбург-Ліппський у 1895—1897 роках, Ернст Ліппе-Бістерфельдський у 1897—1904 роках і Леопольд Ліппе-Бістерфельдський у 1904—1905 роках.
Від 1871 року мешкав у санаторії в Сейнт Гільгенберзі.

## Біографія
Народився 16 січня 1831 року у Детмольді. Був сьомою дитиною та п'ятим сином у родині князя Ліппського Леопольда II та його дружини Емілії Шварцбург-Зондерсгаузенської. Мав старших братів Леопольда, Вольдемара, Фрідріха та Германа й сестру Луїзу. Згодом сімейство поповнилося сином Карлом, який помер у дитячому віці, та донькою Пауліною. 
Певний час служив у ранзі капітана в гвардійському полку короля Ганноверу. Після невдалого падіння з коня в 1851 році й протягом наступних десяти років у нього почали проявлятися перші ознаки душевного захворювання. Наприкінці 1871 року його стан став нестерпним, принца позбавили дієздатності й відправили на лікування до санаторію в Сейнт Ґільґенберзі. Офіційними медичними висновками була встановлена невиліковність душевної спадкової хвороби, викликаної, в тому числі, інцухтом.
Часто відвідував концерти та театр. Також проводив час, граючи в шахи, копіюючи картинки з газет і слухаючи музику. У 1895 році, успадкувавши титул князя, знав про свій статус суверена й завжди наполягав на дотриманні етикету.
Помер 13 січня 1905 у Сейнт Ґільґенберзі. Був похований у третій кімнаті мавзолею Детмольду.